# Galleria di base di Pajares
Il tunnel di Pajares (25 km) è una parte della variante ferroviaria di Pajares, che collegherà le Asturie al centro della Spagna. È pensato sia per treni passeggeri che per treni merci. Si prevede l'uso dello scartamento normale (1.435 mm), nella speranza che all'apertura della variante le linee afferenti saranno già state convertite da quello iberico (1.668 mm).
La pendenza limitata a 16,8 mm/m permetterà treni merci più pesanti rispetto agli attuali. La distanza tra León e le Asturie si accorcerà di 34 chilometri rispetto al tracciato ferroviario attuale. L'intera variante di Pajares è lunga 49,7 km e comprende, oltre alla galleria principale, anche alcune più corte ed alcuni viadotti. Anche per questa opera si è scelto il sistema con due tubi a binario unico collegati fra loro ogni 400 m e distanti 50 metri. Il diametro interno è di 8,5 m per una superficie di scavo di 52 m². La maggior parte degli scavi avviene con l'utilizzo delle Tunnel Boring Machine.